# Estado de Lol
Lol fue un estado de Sudán del Sur con capital en Raga, y que existió entre el 2 de octubre de 2015 y el 22 de febrero de 2020. Estaba ubicado en la región de Bar el Gazal, que se encuentra en la sección noroeste del país. El estado de Lol limitaba con las prefecturas de Haut-Mbomou y Haute-Kotto en la República Centroafricana al oeste, los estados de Darfur del Sur y Darfur Oriental en Sudán al norte, la disputada región de Kafia Kingi al noroeste, el estado de Aweil Oriental al noreste, el estado de Aweil a al este, el estado de Gbudwe al sur y el estado de Wau al sureste. Lol fue creado junto con otros 27 estados después de la promulgación de un decreto que permitió la creación de 28 estados. Fue disuelto al final de la guerra civil de Sudán del Sur.

## Historia
El 2 de octubre de 2015, el presidente Salva Kiir emitió un decreto creando 28 estados en lugar de los 10 estados establecidos constitucionalmente. Los nuevos estados seguían en gran parte líneas étnicas. Varios partidos de oposición y grupos de la sociedad civil impugnaron la constitucionalidad del decreto. Kiir luego resolvió llevarlo al parlamento para su aprobación como enmienda constitucional. En noviembre, el parlamento de Sudán del Sur autorizó al presidente Kiir a crear nuevos estados. Como resultado, el Estado de Lol se formó a partir de los condados de Raga en Bar el Gazal Occidental y Aweil del Norte y Aweil Occidental en Bar el Gazal del Norte, que abarca una región que consiste en la mayor parte del río Lol y sus afluentes occidentales.
Rezik Zechariah Hassan fue nombrado gobernador el 24 de diciembre de 2015.
El 22 de febrero de 2020, el presidente Salva Kiir revirtió los 28 estados a los diez estados originales al final de la guerra civil de Sudán del Sur. Entonces, Lol fue reincorporado a Bar el Gazal Occidental y Bar el Gazal del Norte.

## Geografía

### Condados administrativos
Después de la división, el Estado de Lol se dividió aún más en un total de 11 condados. Más tarde, el 6 de octubre de 2016, se crearon tres nuevos condados adicionales para llegar al total de 14. Los 14 condados son parte de los 180 condados de Sudán del Sur. Los 14 condados están formados por lo siguiente:
- Antiguo condado de Raga (Raja):
  - Eri; sede: Ere
  - Kuro; sede: Uyu-Kuku
  - Ringi; sede: Boro
- Antiguo condado de Aweil del Norte:
  - Korok Este; sede: Maper Dut Thou
  - Korok Oeste; sede: Jach
  - Malaul Central; sede: Maper Dut Wieu
  - Malual Norte; sede: Gok Machar
  - Ariat; sede: Ariat
  - Korok Central; sede: Mayen Ulem
- Antiguo condado de Aweil Occidental:
  - Gomjuer Este; sede: Wedwil
  - Gomjuer Oeste; sede: Nyamlel
  - Majakbai; sede: Majakbai
  - Marialbai; sede: Marialbai
  - Gomjuer Central; sede: desconocida

### Pueblos y ciudades
La capital y ciudad más grande del estado de Lol era Raga. Otras ciudades en el Estado de Lol incluyeron Gossinga y Deim Zubeir.